# Hayri Gür Spor Salonu
Die Hayri Gür Spor Salonu (dt. Hayri Gür Sporthalle) ist eine Sporthalle in Trabzon-Pelitli (Türkei) mit einer Kapazität von 7.500 Personen.

## Geschichte
Der Bau der Sporthalle wurde für die EYOF Trabzon 2011 beschlossen. Die ursprünglich geplante Kapazität lag bei 5.000 Personen, diese wurde allerdings auf 7.500 erhöht. Die Sporthalle befindet sich im Pelitli Stadtteil von Trabzon. Deshalb sollte die Sporthalle den Namen Trabzon Pelitli Spor Salonu (dt. Trabzon Pelitli Sporthalle) bekommen; Nach dem Tod des ersten Trainers von Trabzonspor und wichtigen Sportfunktionärs Hayri Gür entschied der damalige Gouverneur von Trabzon Recep Kızılcık die Sporthalle nach ihm zu benennen. Die EYOF Trabzon 2011 Basketball Wettbewerbe wurden in dieser Sporthalle ausgetragen.

## Kapazität
Die Kapazität der Sporthalle liegt bei 7.500 Personen.

## Veranstaltungen
- Türkiye Basketbol Federasyonu 2011 Gençler Basketbol Şampiyonası
- Türkçe Olimpiyatları 2011
- Beko All Star 2012 Trabzon
- Fiba EuroChallenge Final Four 2015

## Vereine
- Trabzonspor